# 肝豆狀核變性
肝豆狀核變性（英語：hepatolenticular degeneration）亦稱威爾森氏症（英語：Wilson's Disease），是一種铜代谢障碍的常染色体隐性遺傳疾病，患者的體內會積聚銅。典型的症狀都跟腦部（大脑基底核软化和变性）和肝臟（肝硬化）有關；肝臟相關症狀有嘔吐、衰弱、腹水、腿部水腫、出現黃疸以及搔癢；腦部相關症狀則有锥体外系症状（顫抖、肌肉僵直、說話有困難）、人格變異、焦慮、憂鬱、痴呆、出現幻覺。
肝豆狀核變性係為一種肝豆狀（又稱 ATP7B）基因內發生的隐性突變。患者必然是從雙親之一遺傳了突變複製基因。要確診此症並不容易，而且常常會需要做許多血液檢查，尿液檢查及肝臟活體組織切片；生化检查可以发现血浆铜蓝蛋白缺少。患者的家人可能也需基因檢測。
肝豆狀核變性的治療方式以改變飲食和藥物為主，改變飲食有低銅飲食及避免使用銅製炊具，使用藥物為螯合物，如曲恩汀、D-青黴胺和鋅補充劑。併發症有肝衰竭，肝癌和腎小管性酸中毒。若患者患有肝衰竭或其他治療方式都不見效，或許會採用肝臟移植。
約每30,000人中會出現一位肝豆狀核變性患者，通常症狀顯現於5至35歲之間，患者的男女比例一致。早在1854年，Friedrich Theodor von Frerichs就留有肝豆狀核變性的記敘，因山穆·威爾森研究貢獻卓越，此症的別名就以他之名廣為流傳。

## 症狀
其常見症狀可以分為肝臟与中樞神經系統兩方面，可能只會有一種症狀但也有患者兩樣症狀同時出現。

### 肝臟方面
肝臟方面，會有近似肝炎、肝硬化的表現，發病年齡從2、3歲到40、50歲都有，是一種遍佈患者年齡層的疾病。肝酵素的指數上升、黃疸、白蛋白降低、腹水、凝血機能異常、血中的氨含量增高或是由於肝異常所引起的腦病變等狀況出現，或是以較緩慢的情況漸進。由於肝豆状核变性的肝臟症狀與肝病患者的症狀並沒有太大的不同，所以肝病患者最好也接受肝豆状核变性的檢驗。少數患者甚至會以暴发性肝炎來表現，死亡率相當高。

### 神經精神方面
神經系統症狀則有類似帕金森氏症的動作障礙、行動遲緩、步伐不穩、肢體僵硬；脸面表情呆板；舌头肌肉不灵敏，自由转动受到障碍，口齒不清、构音障碍；咽部肌肉僵硬化，以致吞咽困难，口涎无意识地流出口角。如果患者没有得到适当的治疗，后期则会导致患者无法行动，卧床不起，最终影响食物摄取，导致死亡。若小脑铜沉积严重，会导致不自主动作，譬如四肢节律性震颤，无法控制手指做出指划动作，不自主且持久的强笑或强哭。后期不但四肢肌肉僵硬，甚至强烈痉挛并剧痛，更甚者导致四肢骨折。
此病也可影响患者精神状态，包括情绪、智能，使之衰退，进而失智；也有患者出现妄想与幻觉的情况。最常見的症狀有三分之一是以早期精神病型態顯現，且症状呈現多樣化，可能的病徵从輕微的情緒不穩定到嚴重的憂鬱、躁症等精神病症狀。

### 其他症狀

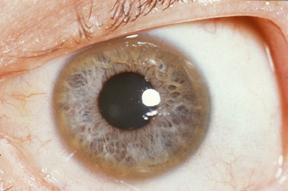
凯-费环

在患者的角膜周邊与巩膜的交界处，可觀察到所謂的凯-费环（Keyser-Fleischer ring）又称角膜K-F色素环，是棕綠色至金黄色沉积着铜元素的色素環，为早期症状的主要诊断方式，不过不少其他的肝臟疾病也可發現此環。通常嚴重時肉眼即可見此环，輕微時則需要借助裂隙燈來檢查。在腎臟方面，可見到腎小管異常症狀，腎結石出現。內分泌方面的異常，包括低血糖、副甲狀腺機能低下症、骨質疏鬆和停經都有可能。血液學方面會有貧血的現象產生，這是因為在血液中過多的銅會使得紅血球細胞膜氧化而受損，形成成溶血性貧血。在心血管方面可能會有心律不整以及心臟肌肉萎縮等症狀。

## 治療
此病需要早期诊断早期治疗，人工促使铜从患者身体中排泄出来。如果时久没有排泄出去，铜则会在患者体中沉蓄，对周围器官产生化学反应，使器官的器质性改变。这时再进行铜排泄人工协助治疗手段也仅能使器官不继续病变，但以前铜沉积所导致的质变损伤已无法救补，患者会留下终生的症状，仅能靠持续的治疗与服药维持正常动作。用来促使患者体内铜排泄的药物主要有青霉胺、二巯基丙醇、二巯基丁二酸钠等化学药物。其中最为确实的治疗手段则是长期口服青霉胺片，成人每日摄用量应当保持在0.6至1.5克范围内，儿童每日服用量保持在0.3至0.8克内。除此之外，还需要注意患者的饮食，尽量避免含铜量高的食物（硬壳果、贝类、蕈类、豆类食品及动物的血或肝部）。最近幾年的研究發現，肝豆状核变性是由於位於第十三對染色體上一個稱為 ATP7B 的基因產生突變所引起的。這個基因的產物被認為是一種與傳送銅有關的蛋白質，在肝臟中含量很多，它的缺乏導致從膽汁排出的銅減少，進而堆積在肝臟內導致肝細胞銅中毒而死亡。自肝臟大量釋出的銅則藉由血液循環至身體其他的器官，大量的銅便堆積在各個器官內。目前治療的藥物其作用就是在加速銅從體內排除，但若能避免食用含銅食物，例如豆類、有殼海鮮、巧克力、核果、糙米等外加維他命B6補充劑，也可幫助減緩病情。目前的療法就是使用螯合物療法(英语：Chelation Therapy)將銅自患者體內排出。攝取鋅可以幫助減少小腸對銅的吸收。雖然已經有治療方法，但是只有0.4%的患者對治療產生有效反應。
肝臟移植可以說是最有效的根治方法，因為絕大部分的基因缺陷所導致的蛋白質缺乏都是在肝臟內發生，所以移植肝臟通常可以治癒威氏症。威氏症患者需要接受長期的治療，若不接受任何治療，死亡率可以高達99.96%。

## 歷史
威爾森氏症是以一名英國醫生山姆·亞歷山大·金尼爾·威爾森醫生（1878-1937）命名，威爾森醫生於1912年首个完整描述此症。1948年，J.N. Cuming醫生發現了這些威爾森氏症與銅累積之間的關係。1956年，Dr. John Walshe成功發現了第一個有效治療威氏症的方法，他使用螯合物療法將銅自患者體內排出。威氏症與缺陷基因的遺傳之間的關係則是在八十年代和九十年代由許多研究團隊所發現。

## 外部連結
- 威爾森氏症聯誼會
- 威爾森家族[永久]
- 威爾森氏症病友聯誼會